# Phrixos (Kentaur)

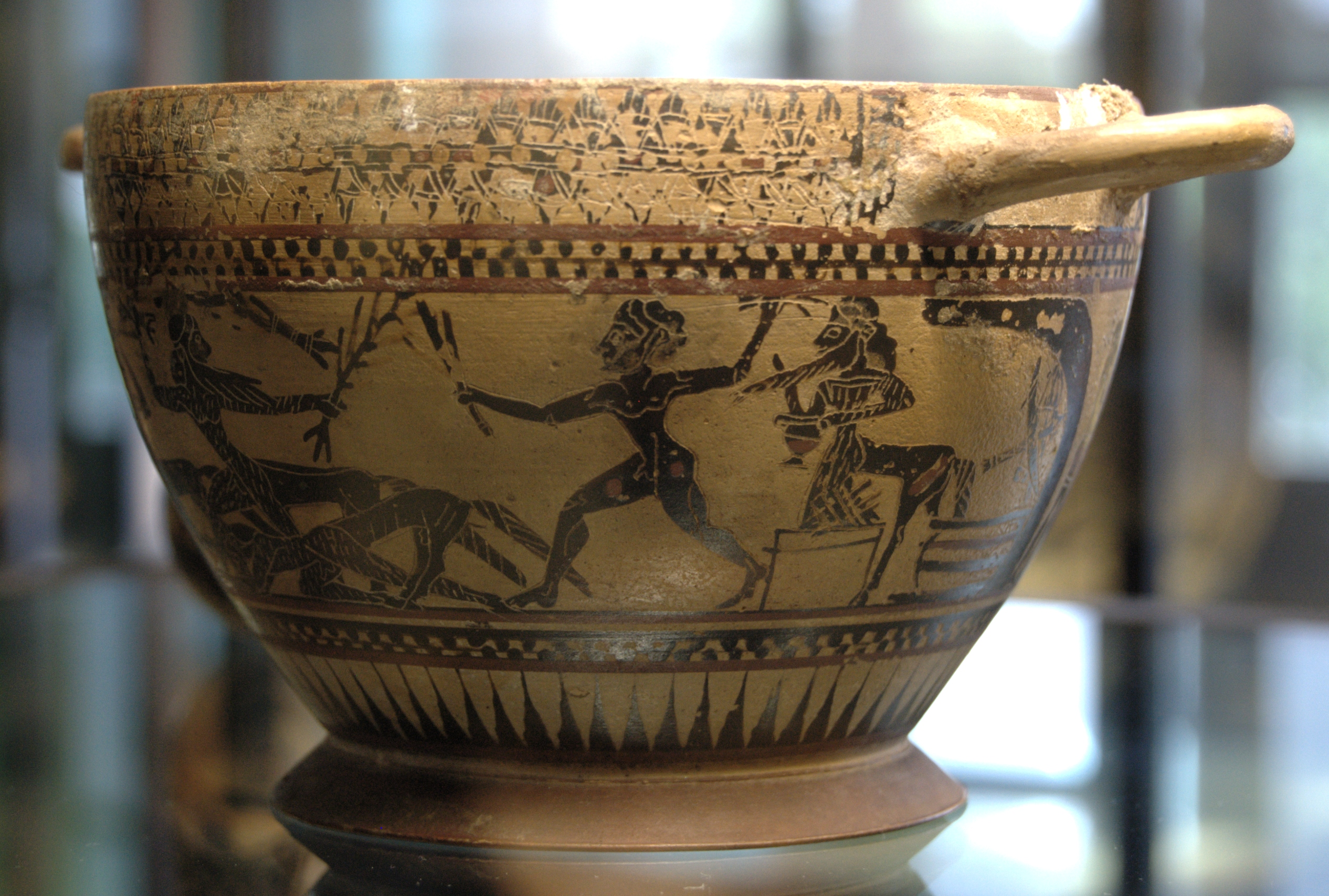
Skyphos um 580 v. Chr.: Der Angriff der Kentauren (links), Herakles (Mitte) wehrt den Angriff ab, der Kentaur Pholos (rechts) kredenzt den Wein.

Phrixos ist in der griechischen Mythologie ein Kentaur, der von Herakles auf seiner Jagd nach dem Erymantischen Eber in einer Nebenhandlung getötet wird. Einzige Quelle ist Diodors Bibliothek, Buch 4, Kapitel 12. 

## Name
Der Name kommt vom griechischen Substantiv φρίξος, phríxos, Schauer, Schauder, lateinisch und deutsch auch Phríxus. Damit ist er einer, der Angst und Furcht verbreiten soll, ein Kentaurenname, der zu denen gehört, „die sich auf den wilden, rohen Charakter der Kentauren beziehen.“ Roscher sieht in ihm das Adjektiv φρικτόσ, phriktós, furchtbar und will ihn möglicherweise mit dem Kentauren Phrikios identifizieren. Zusammenfassend ist er also der „Angstmacher“ und „Furchteinflößende“, was ihm aber im Kampf nichts nützen wird.

## Mythos
Der Mythos gehört zum elisch-arkadischen Sagenkreis der herakleischen Kentaurenkämpfe. In der Kentauromachie hat Phrixos keinen Auftritt. 
Auf seiner Jagd kommt Herkules zur Höhle des freundlichen Kentauren Pholos. Dieser bewirtet ihn mit Wein, dessen Geruch andere Kentauren anzieht und zu einer Attacke auf die beiden ermutigt. Herkules tötet die meisten Angreifer, darunter Phrixos. Sonst wird über ihn nichts berichtet, er bleibt ein unbedeutender Kentaur ohne eigenes Profil, allein mit seinem Namen hebt er sich von der Masse ab, um durch seine Teilnahme die Heldentaten des Herakles noch zu steigern.